# Maurice Koenen
Maurice Koenen (Lottum, 4 oktober 1974) is een Nederlands voormalig voetballer.

## Loopbaan
Koenen doorliep de jeugdopleiding van VVV en debuteerde daar op 27 augustus 1994 in het eerste elftal in een met 3-4 gewonnen uitwedstrijd bij FC Den Bosch. Na vijf seizoenen vertrok de centrale verdediger naar Duitsland waar hij nog vier jaar speelde bij achtereenvolgens SV Straelen en KFC Uerdingen 05. Nadien kwam hij ook nog uit voor FC Hilversum. Na zijn voetbalcarrière ging hij aan de slag als fysiotherapeut.

## Profstatistieken
| Seizoen         | Club             | Competitie           | Competitie | Competitie | Beker | Beker | Playoff | Playoff | Totaal | Totaal |
| Seizoen         | Club             | Competitie           | Wed.       | Dlp.       | Wed.  | Dlp.  | Wed.    | Dlp.    | Wed.   | Dlp.   |
| --------------- | ---------------- | -------------------- | ---------- | ---------- | ----- | ----- | ------- | ------- | ------ | ------ |
| 1994/95         | VVV              | Eerste divisie       | 11         | 0          | 1     | 0     | 5       | 1       | 17     | 1      |
| 1995/96         | VVV              | Eerste divisie       | 22         | 0          | 3     | 0     | 3       | 0       | 28     | 0      |
| 1996/97         | VVV              | Eerste divisie       | 15         | 0          | 2     | 0     | 4       | 0       | 21     | 0      |
| 1997/98         | VVV              | Eerste divisie       | 15         | 0          | 2     | 0     | —       | —       | 17     | 0      |
| 1998/99         | VVV              | Eerste divisie       | 11         | 1          | 3     | 0     | —       | —       | 14     | 1      |
| 1999/00         | SV Straelen      | Oberliga Niederrhein | 28         | 0          | —     | —     | —       | —       | 28     | 0      |
| 2000/01         | KFC Uerdingen 05 | Regionalliga Nord    | 31         | 1          | —     | —     | —       | —       | 31     | 1      |
| 2001/02         | KFC Uerdingen 05 | Regionalliga Nord    | 30         | 0          | 3     | 0     | —       | —       | 33     | 0      |
| 2002/03         | KFC Uerdingen 05 | Regionalliga Nord    | 26         | 3          | —     | —     | —       | —       | 26     | 3      |
| Carrière totaal | Carrière totaal  | Carrière totaal      | 189        | 5          | 14    | 0     | 12      | 1       | 215    | 6      |